# Army of the Dead
Army of the Dead è un film del 2021 diretto da Zack Snyder.

## Trama
Dall'Area 51 parte un convoglio militare che scorta un container contenente una risorsa top secret verso una destinazione ignota. Un incidente con una macchina civile causa il ribaltamento e l'apertura del container vicino alla città di Las Vegas. Dal container esce un essere dotato di forza e velocità sovrumane che in pochi secondi uccide e fa risorgere i soldati del convoglio come non-morti e insieme attaccano la vicina città. Nonostante il grande dispiegamento di uomini e mezzi la città viene abbandonata dopo essere stata isolata con un muro di container.
Alcuni anni dopo, Scott Ward, un soldato che è stato impegnato nell'evacuazione di Las Vegas e che durante l'epidemia fu costretto ad uccidere sua moglie tramutata in zombi per salvare la figlia, viene contattato dal proprietario di casinò giapponese Bly Tanaka che gli propone un lavoro: formare una squadra per infiltrarsi nella zona di quarantena e recuperare 200 milioni nel caveau di un casinò prima che il 4 luglio, con una testata nucleare, il governo distrugga Las Vegas. Ward accetta e ricontatta i suoi vecchi colleghi. Oltre Maria Cruz, Vanderohe e l'elicotterista Marianne Peters per aprire il caveau assoldano l'eccentrico esperto di casseforti tedesco Ludwig Dieter e per rinfoltire i ranghi assumono Mikey Guzman, uno youtuber famoso per i suoi video in cui si infiltra nella città contaminata dove uccide zombi con le sue doti nell'utilizzo delle armi da fuoco; Mikey porta nella squadra anche la sua amica Chambers. Per entrare a Las Vegas, Scott ricontatta la figlia Kate, con la quale non parla da anni, perché lavora nel campo profughi adiacente al muro e quindi potrebbe conoscere qualcuno in grado di farli passare.
Il giorno del colpo il gruppo raggiunge Bly Tanaka che li informa del piano: dopo essere entrati in città, la squadra dovrà raggiungere il casinò Bly, scassinare il caveau e fuggire con un vecchio elicottero abbandonato sul tetto che nel mentre dovrà essere riparato da Peters. Con loro verrà Martin, il braccio destro di Tanaka. Arrivati al campo profughi Kate fa incontrare la squadra con una donna chiamata Lily "Coyote" che spiega alla squadra che esistono due tipi di zombi: gli shambler, lenti e stupidi, e gli alpha, veloci e intelligenti, dotati di una gerarchia tribale al cui culmine regna Zeus assieme alla sua Regina. Il gruppo scopre inoltre che l'unico modo di diventare un alpha è essere morsi da Zeus. Kate scopre che una sua amica era entrata la sera prima con Coyote ma non era più tornata quindi si aggrega al padre per tentare di salvarla.
Dentro le mura la squadra incontra la Regina e la sua tigre zombie Valentine. Lily spiega che gli alpha tollerano la presenza degli umani in cambio di "doni" sotto forma di sacrifici umani e infatti la donna gambizza e ammanetta Cummings, una sadica guardia del campo arruolata poco prima dalla stessa e lo consegna alla Regina. Cummings viene trascinato nel casinò Olympus dove ha sede la tribù di Zeus, l'essere fuggito dalla custodia dell'esercito anni prima, il quale lo morde e lo trasforma in uno di loro. Arrivati al casinò Scott e Kate avviano i generatori di emergenza e la squadra inizia il lavoro per aprire il caveau. Martin intanto insieme a Coyote tende una trappola alla Regina e la decapita e spiega alla ragazza che la vera missione non sono mai stati i soldi, ma la testa di uno di quegli esseri per poter riprodurre e controllare la loro riproduzione. Zeus recupera il corpo e lo riporta all'Olympus e qui si scopre che sua moglie zombi decapitata era in incinta ma che staccata la testa dal corpo il feto è morto anche se la testa continua a muoversi. Infuriato Zeus guida la sua tribù verso il Bly per vendicarsi.
Il gruppo scopre guardando la TV che il lancio della bomba è stato anticipato di 24 ore e che quindi hanno meno di due ore per fuggire. La cassaforte viene aperta e depredata ma Scott scopre che la figlia è scappata all'Olympus in cerca dell'amica. Vanderohe ingaggia un corpo a corpo con Zeus ma viene sconfitto e Ludwig si sacrifica per salvarlo rinchiudendolo nel caveau. Martin tradisce il gruppo bloccando la via di fuga ma scopre che Lily aveva rubato la testa della Regina e viene sbranato dalla tigre zombi. Scott, Lily e Mikey fuggono verso il tetto e Mikey muore facendosi esplodere con delle granate dopo essere stato morso. In cima all'edificio i due superstiti raggiungono Peters che ha riparato l'elicottero ma sopraggiunge Zeus e Coyote si sacrifica per trattenerlo usando la testa della Regina come ostaggio. Scott e Peters decollano verso l'Olympus e Lily prima di morire butta la testa della Regina dal tetto riducendola in poltiglia.
Scott nel covo degli alpha salva Kate e la sua amica da Zeus che però salta a bordo del velivolo mentre si allontana dalla città. Una volta a bordo, Zeus sembra avere la meglio su Scott, che perde la pistola nell'elicottero, e viene morso. Durante la colluttazione Scott riesce a recuperare la pistola e uccide Zeus. La testata colpisce Vegas e l'onda d'urto fa schiantare l'elicottero nel deserto. Kate è l'unica superstite insieme al padre ma è costretta ad ucciderlo in quanto è stato morso nello scontro, mentre in lontananza si intravede un CH-46 militare scender verso la sua posizione. Tra le rovine di Vegas Vanderohe riemerge intatto e con i soldi che porta con sé dal caveau esce dal Nevada per giungere nell'Utah e noleggiare un costoso aereo privato per dirigersi a Città del Messico. Poco prima dell'atterraggio però scopre di essere stato morso durante il combattimento con il re degli alpha e che la sua trasformazione è imminente, lasciando un punto interrogativo sul suo destino.

## Produzione
Il progetto, che prende vita nel 2007, doveva essere inizialmente una co-produzione tra Universal Pictures e Warner Bros., con la regia di Matthijs van Heijningen Jr.. Il 29 gennaio 2019, dopo un lungo development hell, Netflix acquista i diritti di distribuzione del film dalla Warner Bros. e passa la regia a Zack Snyder, che è anche autore del soggetto e della sceneggiatura, insieme a Joby Harold e Shay Hatten.

### Riprese
Le riprese del film, iniziate il 15 luglio 2019, si sono svolte tra Los Angeles, Albuquerque e all'Atlantic Club Casino Hotel di Atlantic City.
Snyder, anche direttore della fotografia del film, ha utilizzato macchine da presa digitali della Red Digital Cinema Camera Company per le riprese.
Il budget del film è stato di 90 milioni di dollari.

### Post-produzione
L'attrice Tig Notaro ha girato in solitaria le sue scene durante delle riprese aggiuntive, effettuate per sostituire Chris D'Elia, che ha partecipato nel ruolo del pilota d'aerei Peters, per poi essere rimosso interamente e sostituito digitalmente in seguito allo scandalo sessuale che ha coinvolto l'attore.

## Promozione
Il primo teaser del film è stato diffuso il 25 febbraio 2021 mentre il trailer il 13 aprile 2021.

## Distribuzione
Il film è stato distribuito nelle sale cinematografiche statunitensi a partire dal 14 maggio 2021 e in tutto il mondo su Netflix a partire dal 21 maggio.

## Accoglienza
Nella prima settimana di programmazione sulla piattaforma Netflix, il film è stato visto da 72 milioni di utenti, diventando il nono film più visto di sempre.

### Critica
Sull'aggregatore Rotten Tomatoes il film riceve il 67% delle recensioni professionali positive con un voto medio di 6,1 su 10 basato su 282 critiche, mentre su Metacritic ottiene un punteggio di 57 su 100 basato su 43 critiche.
I primi commenti della critica hanno elogiato i titoli di testa e apprezzato il film; per Eric Kohn, di IndieWire, i titoli di testa sono il "frammento migliore di cinema in diciassette anni di carriera del regista Snyder", mentre il resto del film "non si rivela all'altezza dell'incipit ed è solo divertente"; David Rooney, del The Hollywood Reporter, ha apprezzato l'umorismo, la sceneggiatura e la fotografia, definendo il film "un epico debutto del franchise"; Owen Gleiberman, di Variety, ne ha criticato la lunghezza eccessiva e la poca originalità, apprezzando però la tensione e la storia della rapina, facendo del film uno "spettacolare popcorn movie d'azione che può accontentare tutti"; Perri Nemiroff di Collider promuove il film, definendolo "un'esibizione sbalorditiva di caos e carneficina di zombie"; per John Nugent di Empire ci sono "problemi di ritmo e la parte emotiva non scorre, ma migliora con la parte di puro intrattenimento e stupidità"; Bilge Ebiri del New York Magazine lo reputa un film divertente; per Ian Sandwell di Digital Spy "Matthias Schweighöfer ruba la scena a tutti, mentre la parta femminile non viene sfruttata bene"; secondo Alonso Duralde di TheWrap è un "soddisfacente film di zombie". Chris Evangelista, di /Film, boccia il film: "tanti aneddoti che potrebbero sembrare nuovi ma si perdono nel caos; Snyder dirige il film come fosse un videogioco, c'è azione senza grazia né stile e si salvano solamente Schweighöfer e Tig Notaro"; anche Peter Bradshaw del The Guardian non è soddisfatto dalla pellicola, "piena di CGI ma priva di ispirazione"; Molly Freeman di Screen Rant boccia il film in cui "Tig Notaro è la grande protagonista e si diverte, mentre i colpi di scena inclusi si rivelano banali e già visti"; anche Hannah Strong di Little White Lies e K. Austin Collins di Rolling Stone bocciano il film.

## Riconoscimenti
- 2022 - Saturn Award[17]
  - Candidatura per il miglior trucco a Justin Raleigh, Ozzy Alvarez, Kevin Kirkpatrick e Victoria Down

## Prequel e sequel
Nell'aprile 2021 Snyder annuncia che il titolo del film prequel / spin-off incentrato sullo scassinatore Ludwig Dieter è Army of Thieves, diretto ed interpretato da Matthias Schweighöfer.
Nel luglio 2021 viene confermato il sequel dopo l'accordo tra Zack Snyder e Netflix; il film sarà scritto da Snyder insieme a Shay Hatten e si intitolerà Planet of the Dead.

### Serie animata cancellata
Nel settembre 2020 viene annunciato una serie anime prequel del film intitolata Army of the Dead: Lost Vegas che verrà distribuita su Netflix e vede come protagonisti alcuni dei personaggi del film, tra i quali Dave Bautista, Ella Purnell, Ana de la Reguera, Tig Notaro e Omari Hardwick; al cast si sono aggiunti poi Joe Manganiello, Christian Slater, Harry Lennix, Ross Butler, Anya Chalotra, Vanessa Hudgens, Yetide Badaki, Christina Wren, Monica Barbaro, Jena Malone e Nolan North. Nel novembre 2023 la serie viene cancellata.